# The Last Married Couple in America
Pour plus de détails, voir Fiche technique et Distribution.
The Last Married Couple in America est un film américain réalisé par Gilbert Cates, sorti en 1980.

## Fiche technique
- Titre : The Last Married Couple in America
- Réalisation : Gilbert Cates
- Scénario : John Herman Shaner
- Musique : Charles Fox
- Société de production : Universal Pictures
- Pays de production : États-Unis
- Genre : comédie
- Date de sortie : 1980

## Distribution
- George Segal : Jeff Thompson
- Natalie Wood : Mari Thompson
- Richard Benjamin : Marv Cooper
- Valerie Harper : Barbara
- Bob Dishy : Howard
- Dom DeLuise : Walter Holmes
- Marilyn Sokol : Alice Squib
- Priscilla Barnes : Helena Dryden
- Oliver Clark : Max Dryden
- Mark Lonow : Tom
- Allan Arbus : Al Squib
- Arlene Golonka : Sally Cooper
- Sondra Currie : Lainy
- Catherine Hickland : Rebecca
- Murphy Dunne : Dr Schallert
- Lynne Marie Stewart : Réceptionniste